# برادلي وليامز
برادلي وليامز (25 يوليو 1994 في جنوب أفريقيا - ) (بالإنجليزية: Bradley Williams)‏ هو لاعب كريكت جنوب أفريقي.

## وصلات خارجية
- برادلي وليامز على موقع إي آس بي آن كريك إنفو (الإنجليزية)